# Euphorbia briquetii
Euphorbia briquetii Emb. & Maire 1929 es una especie fanerógama perteneciente a la familia Euphorbiaceae.

## Distribución y hábitat
Se encuentra en campos de secano, yermos algo ruderalizados y ramblas, sobre suelos esquistosos y arenosos en alturas de 400-500 m s. n. m. de la península ibérica y Marruecos.

## Descripción
Es una planta perenne, fruticulosa, multicaule, glabra. Con los tallos hasta de 50 cm de altura, erectos o ascendentes, robustos, leñosos y cicatricosos en la base, foliosos excepto
en la parte inferior, con ramificación basal y ramas fértiles laterales a menudo
pseudoverticiladas bajo el pleocasio. Hojas de 15 -55 mm de longitud, entre lineares y lanceoladas, consistentes, sésiles, enteras, agudas; las superiores linear-lanceoladas o lanceoladas –3-5(7) mm de anchura–, planas o involutas, a veces mucronadas, de un verde amarillento; las medias e inferiores lineares
–de 1-3 mm de anchura–. Ciatio de 2-2,5 mm, glabro o pubescente; nectarios de amarillentos a rojizos, apendiculados, semicirculares o trapezoidales, con dos apéndices 1,1 mm, gruesos, claviformes, algo aplanados, divergentes. Fruto subgloboso, deprimido, glabro,
poco sulcado, con pedicelo hasta de 2 mm. Semillas elipsoideas o subcilíndricas, de un pardo grisáceo, anchamente cónica, estipitada, terminal. 2n = 14, 26.

## Taxonomía
Euphorbia briquetii fue descrita por Emb. & René Charles Maire y publicado en Pl. Marocc. Nov. 1: 5. 1929.
Etimología
Euphorbia: nombre genérico que deriva del médico griego del rey Juba II de Mauritania (52 a 50 a. C. - 23), Euphorbus, en su honor – o en alusión a su gran vientre – ya que usaba médicamente Euphorbia resinifera. En 1753 Carlos Linneo asignó el nombre a todo el género.
briquetii: epíteto otorgado en honor del botánico John Isaac Briquet.
Sinonimia
- Euphorbia clavigera Lacaita
- Euphorbia megalallantica subsp. briquetii (Emb. & Maire) Losa & Vindt
- Euphorbia paui Lacaita[3]
- Tithymalus briquetii (Emb. & Maire) Soják (1972)[4][5]